# Ciociaria

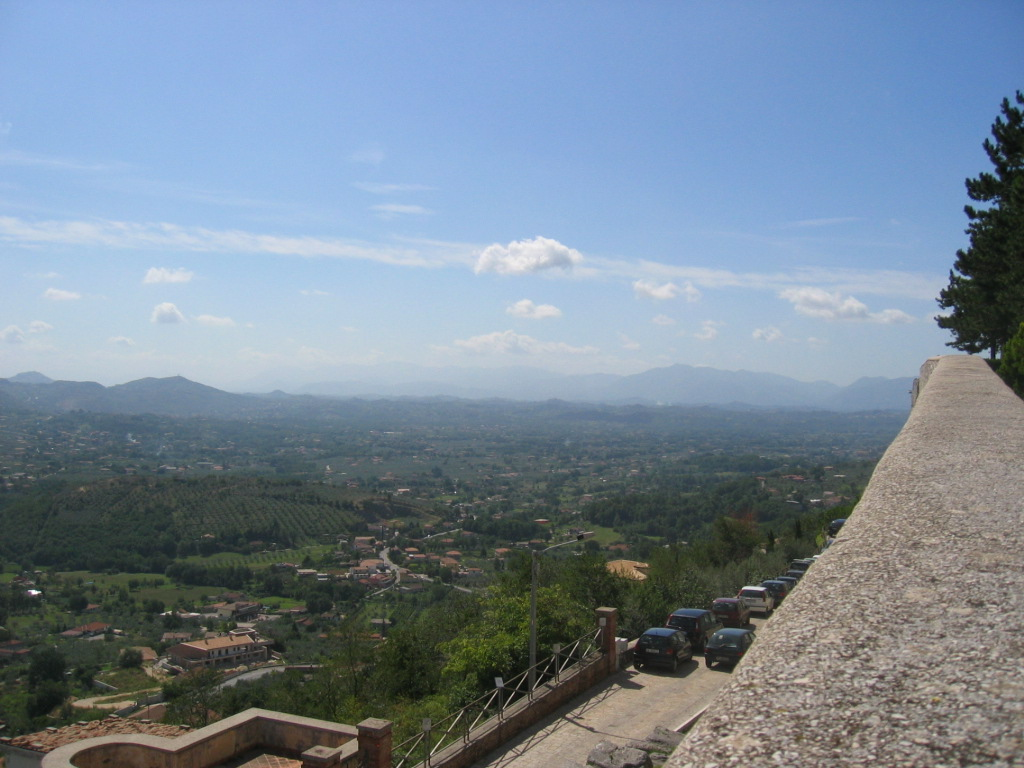
Blick über das Saccotal von Alatri

Die Ciociaria ist eine Landschaft in Mittelitalien östlich von Rom.

## Geographie

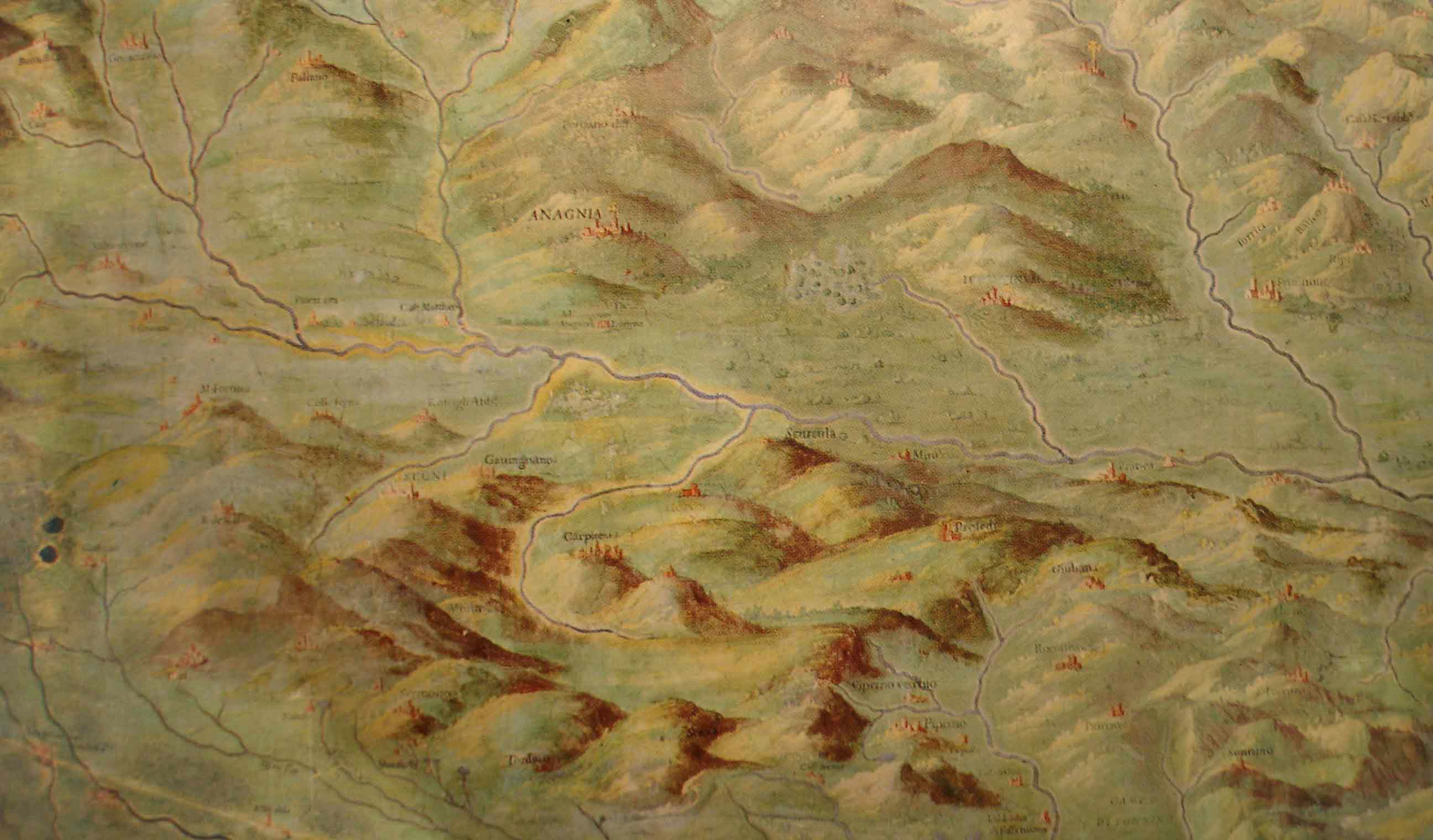
Die Ciociaria auf einem Fresko im Vatikan

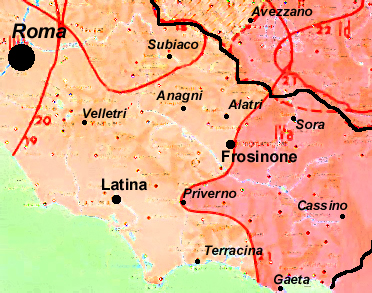
Die Dialektverteilung im Gebiet der Ciociaria. Mittelitalienisch = orange, Süditalienisch = rosa.

Das Gebiet der Ciociaria lässt sich nicht eindeutig abgrenzen. Traditionell wird das Bergland südlich und nördlich des Saccotals als Ciociaria bezeichnet, also die Monti Ernici, Monti Lepini und Monti Ausoni. Historisch war es der Teil des Bezirks des Kirchenstaats Campagna e Marittima, der östlich des Flusses Aniene und der Albaner Berge liegt. Heute wird die Ciociaria oft auch mit der Provinz Frosinone gleichgesetzt, obwohl sich der Ostteil der Provinz, der 1927 vom ehemaligen Königreich Neapel dazu kam, kulturell und dialektal deutlich unterscheidet. Teilweise werden auch die angrenzenden Berglandschaften der Provinzen Latina und Rom dazu gezählt.
Die Ciociaria war bis zum Zweiten Weltkrieg eine der ärmsten Regionen Italiens. Beim Vorrücken der Alliierten auf Rom 1944 (siehe auch: Schlacht um Monte Cassino) erlebte die Region schwerste Kriegszerstörungen. Noch bis in die 1960er Jahre wanderten viele Bewohner in norditalienische Großstädte oder nach Nordeuropa und Amerika ab. Durch die Industrialisierung des Saccotals und durch den Bau der Autostrada del Sole A1 von Rom nach Neapel 1962, wurde der Lebensstandard jedoch stark gesteigert.

### Dialekt
Im Kerngebiet der Ciociaria, dem Saccotal und den Monti Lepini, wird ein eigenständiger Dialekt, das Ciociaresco gesprochen. Die Bevölkerung ist stolz auf ihren Dialekt und pflegt ihn deshalb noch heute. Das Ciociaresco gehört zu den mittelitalienischen Dialekten. Dagegen spricht man in der östlichen Hälfte der Provinz Frosinone einen süditalienischen Dialekt.

## Herkunft des Namens

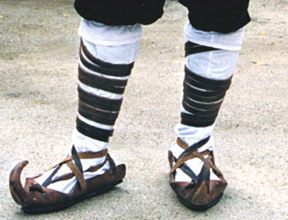
Die Ciòcie, traditionelles Schuhwerk

Ciociaria kann in etwa mit Sandalenland übersetzt werden. Der Name leitet sich von den Ciòcie, den traditionellen, mit Lederriemen am Unterschenkel gebundenen, Sandalen der Hirten der Bergregion, her, die allerdings in ganz Mittelitalien verbreitet waren. Er sollte wohl auf die Armut der Bevölkerung anspielen.

## Tourismus
Obwohl die Ciociaria spektakuläre Landschaften, traditionelle Kultur und zahlreiche Kunstschätze aufweisen kann, ist der Tourismus dort nicht ausgeprägt. In dieser Hinsicht steht sie im Schatten Roms. Größter Anziehungspunkt ist die bekannte Kurstadt Fiuggi mit ihren Thermalquellen. Interessante historische Stadtbilder weisen vor allem Alatri, Anagni, Ferentino und Veroli auf. Bedeutende Klöster in diesem Gebiet sind Casamari, Fossanova und die Certosa di Trisulti.

## Typische Produkte
Die Ciociaria ist ein Weinanbaugebiet das in den letzten Jahren an Bedeutung gewann. Bekannte Weine sind der Cesanese del Piglio, der Cabernet di Atina und der Sanmichele di Arce. Weiterhin spielt die Produktion von Olivenöl eine große Rolle. Das Gebiet um Amaseno ist bekannt für den Büffelmozzarella. Ein weiterer typischer Käse ist der Marzolina.

## Adaption im Film
Die Berglandschaft der Ciociaria wurde immer wieder als Schauplatz für Filme gewählt.
- Und dennoch leben sie (La Ciociara) von Vittorio de Sica (1960) mit Sophia Loren behandelt die Kriegswirren 1944.
- Brot, Liebe und Fantasie (Pane, amore e fantasia) von Luigi Comencini (1953) mit Gina Lollobrigida spielt in der Nachkriegszeit.
- Der schielende Heilige (Per grazia ricevuta) von und mit Nino Manfredi (1971) hat die Volksgläubigkeit zum Inhalt.

## Sonstiges
Nach der Landschaft ist auch der Asteroid (21799) Ciociaria benannt.